# Willem X van Auvergne
Willem X van Auvergne (ca. 1195 - 1247), graaf van Auvergne, was een zoon van Gwijde II van Auvergne en van Peronella van Chambon, dame van Combrailles. Willem was gehuwd met Adelheid van Brabant (1190-1261), een dochter van Hendrik I van Brabant, erfgename van Boulogne. Hij werd de vader van:
- Robert V (1225-1277)
- Maria (1225-1280), gehuwd met Wouter VI Berthout (1225-9/6/1288), heer van Mechelen
- Mathilde (1230-1280), gehuwd met Robert II, dauphin van Auvergne (1273-1281).